# Neodythemis
Neodythemis – rodzaj ważek z rodziny ważkowatych (Libellulidae).

## Systematyka
Do rodzaju należą następujące gatunki:
- Neodythemis afra (Ris, 1909)
- Neodythemis arnoulti Fraser, 1955
- Neodythemis campioni (Ris, 1915)
- Neodythemis fitzgeraldi Pinhey, 1961
- Neodythemis hildebrandti Karsch, 1889
- Neodythemis infra Dijkstra, Diedericks & Mézière, 2015
- Neodythemis katanga Dijkstra & Kipping, 2015
- Neodythemis klingi (Karsch, 1890)
- Neodythemis munyaga Dijkstra & Vick, 2006
- Neodythemis nyungwe Dijkstra & Vick, 2006
- Neodythemis pauliani Fraser, 1952
- Neodythemis preussi (Karsch, 1891)
- Neodythemis takamandensis (Vick, 2000)
- Neodythemis trinervulata (Martin, 1902)